# Eriopyga trinotata
Eriopyga trinotata är en fjärilsart som beskrevs av Max Wilhelm Karl Draudt 1924. Eriopyga trinotata ingår i släktet Eriopyga och familjen nattflyn. Inga underarter finns listade i Catalogue of Life.